# Leptotrema endoxanthellum
Leptotrema endoxanthellum är en lavart som beskrevs av Zahlbr. 1936. Leptotrema endoxanthellum ingår i släktet Leptotrema och familjen Thelotremataceae.   Inga underarter finns listade i Catalogue of Life.